# Liste von Persönlichkeiten der Stadt Hildesheim
Folgende Persönlichkeiten sind in Hildesheim geboren oder in anderer Weise mit der Stadt verbunden:

## Söhne und Töchter der Stadt Hildesheim
Die folgenden Personen sind in Hildesheim geboren. Ob sie ihren späteren Wirkungskreis in Hildesheim hatten oder nicht, ist dabei unerheblich.

### Bis 1700
- 973 oder 978, 6. Mai, Heinrich II., † 1024 in Grona, deutscher Kaiser (geboren in Hildesheim oder Abbach)
- ≈1010, Benno von Meißen, † 1106 in Meißen, Bischof von Meißen
- ≈1200, Hugo von Hildesheim, Kaufmann
- ≈1428, Didrik Pining, † 1490/1491 in Vardø, Seefahrer und mutmaßlicher Entdecker Amerikas – gemeinsam mit Hans Pothorst
- ≈1453, Henning Büring, † 10. März 1499 in Hamburg, Hamburger Bürgermeister
- 1486, Eberhard Weidensee, † 13. April 1547 in Goslar, lutherischer Theologe
- ≈1535, Ebert Wolf der Ältere, † 1606/1607 in Hildesheim, Bildhauer
- ≈1540, Anton Moker, † 1607 in Erfurt, klassischer Philologe, Philosoph und Hochschullehrer
- 1540, 28. Januar, Ludolph van Ceulen, † 31. Dezember 1610 in Leiden, niederländischer Mathematiker
- 1545, 1. Januar, Johannes Franke, † 12. April 1617 in Budissin, Mediziner und Botaniker
- 1558, Heinrich Papenburger, † 10. Juni 1606 in Wunstorf, lutherischer Theologe und Generalsuperintendent
- ≈1560, Ebert Wolf der Jüngere, † 1608/1609 in Hildesheim, Bildhauer der Renaissance
- 1563, Otto Plato von Helversen, † 4. Januar 1626 in Wolfenbüttel, Generalleutnant des niedersächsischen Reichskreises im Dreißigjährigen Krieg
- ≈1570, Hans Wolf, begr. 29. Dezember 1629 in Obernkirchen, Bildhauer der Renaissance
- 1594, 20. Januar, Henning Lüdeke, † 15. Mai 1663 in Hannover, Jurist und Bürgermeister von Hannover[1]
- 1597, Justus Oldekop, † 19. Februar 1667 in Wolfenbüttel, Jurist, Diplomat und Gegner der Hexenprozesse
- 1598, August, Erasmus Schmidt, † 14. April 1649 in Hannover, Mediziner und Universitätsprofessor
- 1603, 15. August, Jacob Tappe, † 10. Oktober 1680 in Helmstedt, deutscher Mediziner und Professor für Medizin der Universität Helmstedt
- 1647, 7. März, Johann Peter Albrecht, † 16. Dezember 1724, Stadtphysicus in Hildesheim
- 1660, 26. August, Konrad Barthold Behrens, † 4. Oktober 1736 in Braunschweig, Arzt und Historiker
- 1672, Februar, Johann Melchior Hinüber, † 26. Dezember 1752 in Hildesheim, Jurist
- 1680, 10. Oktober, Johann Friedrich Starck, † 17. Juli 1756 in Frankfurt am Main, Theologe und Schriftsteller
- 1683, 7. April, Henning Bernward Witter, † 8. Mai 1715 in Hildesheim; Autor des so gen. Genesis-Kommentars und versch. Streitschriften dazu, Pastor an der St. Pauli-Kirche in Hildesheim
- 1696, 8. Oktober, Just Martin Gläsener, † 22. Januar 1750 in Wien, Pfarrer an St. Andreas, theologischer Publizist
- 1697, 29. März, Jobst Heinrich Hansen, † 19. Oktober 1758 in Leipzig, Kaufmann und Ratsherr
- 1698, 26. Juni, Joachim Barward Lauenstein, Pfarrer an St. Michael, Regionalhistoriker, † 1746 in Hildesheim

### 18. Jahrhundert
- 1702, 12. Januar, Theodor Taulow von Rosenthal, † 10. Juni 1779, österreichischer Archivar
- 1704, Johann Conrad Müller, † 1798, Orgelbauer
- 1717, 1. März, Catharina Helena Dörrien, † 8. Juni 1795 in Dillenburg, Malerin, Botanikerin
- 1722, Johann Achterkirchen, † 3. Juni 1789 in Northeim, Jurist und Bürgermeister von Northeim
- 1727, Johann Gottlieb Müller, † nach 1799, Orgelbauer
- 1738, 11. April, Hermann Erich Winkler, † 17. März 1793, Hauptpastor in Hamburg und Superintendent in Lüneburg
- 1748, 21. Oktober, Heinrich Julius Willerding, † 12. Januar 1834 in Hamburg, lutherischer Geistlicher, Hauptpastor an St. Petri in Hamburg
- 1749, 25. August, Christoph Friedrich Lüntzel † 10. Januar 1826 in Heinde, Kaufmann und Bürgermeister
- 1750, 19. Mai, Kaspar Heinrich von Sierstorpff, † 29. März 1842 in Braunschweig, braunschweigischer Forst- und Staatsmann
- ≈1750, Friedrich August Meyer, † 20. Februar 1805 in Saratow, Arzt in Hildesheim, Hamburg und Russland sowie Domvikar in Hamburg
- 1753, 15. November, Johann Nicolaus Schrage, † 2. März 1795 in Stolzenau, evangelischer Theologe
- 1755, Christoph Heinrich Kniep, † 1825 in Neapel, Porträt-, Veduten- und Landschaftszeichner
- 1755, 14. Mai, Johann Nicolaus Rohlwes, † 13. Juni 1823 in Strasburg in der Uckermark, Tierarzt
- 1756, Johann Christian August Schwartz, † 7. März 1814 in Braunschweig, Maler
- 1760, 20. Juli, Franz Ignaz Zeppenfeldt, † 19. August 1831, Jurist, Archivar und Historiker in Hildesheim
- 1760, 11. September, Johann Friedrich Brandis, † 9. Mai 1790, Jurist und Hochschullehrer an der Universität Göttingen
- 1761, 22. November, Ernst Franz Witting, † 5. April 1818, Kaufmann
- 1766, 19. Juni, Edmund von Weber, † Dezember 1830 in Würzburg, Komponist, Schauspieler, Sänger und Theaterdirektor
- 1767, 2. Februar, Heinrich Friedrich Link, † 1. Januar 1850, Botaniker
- 1768, 28. Februar, Godehard Joseph Osthaus, † 30. Dezember 1835 in Hildesheim, Bischof von Hildesheim und apostolischer Administrator von Osnabrück 1829–35
- 1772, 31. März, Franz Ferdinand Fritz alias Johann Franz Fritz, † 6. September 1840 in Hildesheim, Bischof von Hildesheim und apostolischer Administrator von Osnabrück 1836–40
- 1772, 14. April, Anton Liste, † 31. Juli 1832 in Zürich, Komponist
- 1772, 15. September, Friedrich Konrad Hornemann, † Februar 1801 in Boknane, Nigeria; Forschungsreise durch Nordafrika
- 1774, 12. Januar, August Ernst von Steigentesch, † 30. Dezember 1826 in Wien, Dichter, Schriftsteller und Diplomat
- 1779, Carl Christoph Lüntzel, † 1854, Bürgermeister von Hildesheim
- 1779, 31. März, Eduard von Schrader, † 16. August 1860 in Tübingen, Rechtswissenschaftler, Rechtshistoriker und Hochschullehrer
- 1780, 1. Mai, Philipp Konrad Marheineke, † 31. Mai 1846 in Berlin, protestantischer Theologe
- 1784, 28. Dezember, Ernst Wilhelm Gottlieb Wachsmuth, † 23. Januar 1866 in Leipzig, Historiker
- 1786, 4. Mai, Johann Josef Franz Arendt, † 23. Dezember 1856 in Osnabrück, Sprachlehrer und Botaniker
- 1788, 15. Februar, Lippmann Wolff Reis, † 13. April 1851 in Wolfenbüttel, Kaufmann, Hofbankier und Lotterieeinnehmer
- 1793, 4. März, Otto Praël, † 31. März 1862 in Göttingen, Baumeister
- 1793, 27. April, Georg Friedrich Vorwerk, † 1867 in Hamburg, Kaufmann
- 1799, 15. Januar, Hermann Adolf Lüntzel, † 20. November 1850 in Hildesheim, Regionalhistoriker, Justizrat und 1848 Abgeordneter der Frankfurter Nationalversammlung

### 19. Jahrhundert

#### 1801 bis 1850
- 1802, 2. Juni, Johannes Leunis, † 30. April 1873 in Hildesheim, Botaniker, Mitbegründer und Förderer des späteren Roemer-Museums
- 1807, 8. Februar, Johann Michael Kratz, † 24. Juli 1885 in Hildesheim, Historiker und Bibliothekar
- 1809, 14. April, Friedrich Adolph Roemer, † 25. November 1869 in Clausthal, Geologe, Botaniker und Jurist, Leiter der Bergakademie Clausthal
- 1810, 1. Juli, Ferdinand Arnold von dem Busch, † 10. März 1890 in Celle, Jurist und Politiker
- 1812, 4. Januar, Hermann Roemer, † 24. Februar 1894 in Hildesheim, Jurist, Geologe und Politiker, das Roemer- und Pelizaeus-Museum in Hildesheim trägt seinen Namen
- 1814, 16. Februar, Alfred von Görtz-Wrisberg, † 29. Dezember 1868 in Dubuque, Iowa, USA, Offizier und Politiker, 1848er Revolutionär
- 1816, 26. Februar, Franz Josef Heinichen, † 17. März 1892 in Hannover, Jurist und Politiker, Mitglied des Preußischen Abgeordnetenhauses
- 1818, 5. Januar, Ferdinand von Roemer, † 14. Dezember 1891 in Breslau, Geologe, Paläontologe und Mineraloge, Hochschullehrer
- 1818, 19. November, Johann Moritz von dem Busch, † 26. April 1912 in Hildesheim, Jurist, königlich-preußischer Landgerichtspräsident in Lüneburg
- 1824, 6. Mai, Eduard Hahn, † 19. Februar 1901 in Hildesheim, lutherischer Theologe, Konsistorialrat und Generalsuperintendent
- 1825, März, Wilhelm Victor Keidel, † 9. Januar 1870, erster Arzt und erster Friedensrichter im texanischen Gillespie County
- 1826, 22. Oktober, Siegfried Wilhelm Albrecht, † 25. Januar 1896 in Hannover, Politiker (Nationalliberale Partei), Reichstagsabgeordneter
- 1830, 10. Juli, Georg Ludwig von Hoppenstedt, † 18. April 1894 in Wiesbaden, Landesökonomierat
- 1832, 19. August, August Metzger, † 20. Januar 1917 in Hannoversch Münden, Zoologe und Hochschullehrer
- 1833, 30. August, Alfred Lüntzel, † 13. Dezember 1910 in Hannover, Rechtsanwalt am Reichsgericht
- 1836, 14. November, Hermann Langenbeck, † 30. Juni 1869 in Groß Schneen, Kreis Göttingen, Philosoph, a.o. Professor in Marburg
- 1837, Asminde Ubrich, Sängerin
- 1839, 21. Juli, Otto von Schwarzkopf, † 22. Juli 1889 in Gradtken in Ostpreußen, Verwaltungsjurist und Parlamentarier
- 1840, 17. September, Antonius Fromm, † 29. Februar 1916 in Osnabrück, Journalist und Verleger
- 1842, 2. Oktober, Heinrich Meister, † 5. April 1906 in Hannover, Reichstagsabgeordneter (SPD) und Gewerkschafter
- 1844, 12. September, Erich Gerstenberg, † 1929 in Hildesheim, Psychiater in Hildesheim
- 1845, Joseph Ebers, † 14. Juli 1923 in Breslau, 1883–1921 Diözesanbaumeister in Breslau
- 1846, 12. August, Ludwig Stern, † 9. Oktober 1911 in Berlin, Ägyptologe, Koptologe, Keltologe und Bibliothekar
- 1847, 8. August, Theodor Landsberg, † 20. Oktober 1915 in Berlin, Bauingenieur und Hochschullehrer
- 1847, 18. August, Ernst von Voigt, † 14. August 1926, preußischer General der Infanterie und Gouverneur von Mainz
- 1848, 27. Februar, Heinrich Sievers, † 4. Oktober 1918 in Leipzig, Jurist, Senatspräsident am Reichsgericht
- 1849, 1. August, Georg Blume, † 9. Juli 1921 in Hamburg, Politiker und Mitglied der Hamburgischen Bürgerschaft
- 1850, 10. Februar, Alexander von Linsingen, † 5. Juni 1935, preußischer Generaloberst
- 1850, 20. Mai, Wilhelm Krieger, † 6. Dezember 1928 in Detmold, Ökonomierat und lippischer Landtagsabgeordneter

#### 1851 bis 1900
- 1851, 6. September, Wilhelm Pelizaeus, † 14. Oktober 1930 in Hildesheim, Bankier und Kaufmann in Ägypten, Mäzen des nach ihm benannten Museums in Hildesheim
- 1853, 23. Dezember, Wilhelm Hartmann, † 22. Dezember 1922 in Berlin, Maschinenbautechniker und Hochschullehrer
- 1856, 30. Juli, Julius Fischer, † 30. Oktober 1916 in Clausthal, Bergbaukundler und Direktor der Bergakademie in Clausthal
- 1858 oder 1860, 2. März, Leonie Meyerhof, † 15. August 1933 in Frankfurt am Main, Schriftstellerin
- 1859, 14. März, Adolf Bertram, † 6. Juli 1945 auf Schloss Johannesberg bei Jauernig, Bischof von Hildesheim 1906–14, später Erzbischof von Breslau, Kardinal
- 1859, 26. März, Adolf Hurwitz, † 18. November 1919 in Zürich, Mathematiker
- 1860, 31. März, Isidor Traube, † 27. Oktober 1943 in Edinburgh, Physikochemiker
- 1865, 23. Juni, Gustav Olms, † 23. Januar 1927 in Düsseldorf, Maler, Grafiker und Illustrator
- 1865, 12. November, Karl Kattentidt, † 12. Juli 1931 in Hildesheim, Senator von Hildesheim, Präsident der Handwerkskammer Hildesheim
- 1866, 28. April, Werner Kümmel, † 19. November 1930 in Heidelberg, Hals-Nasen-Ohren-Arzt und Hochschullehrer
- 1867, 30. Juli, Wilhelm Maxen, † 21. November 1946 in Schellerten-Dingelbe, katholischer Priester und Politiker
- 1868, 9. April, Friedrich Schilling, † 25. Mai 1950 in Gladbeck, Mathematiker, Hochschullehrer und -rektor
- 1869, 27. April, Detlof von Schwerin, † 31. Mai 1940 in Haus Doorn/NL, Generalmajor, Hofmarschall des abgedankten Kaisers Wilhelm II.
- 1872, 1. November, Karl Freiherr von Müffling, † 1. Oktober 1952 in Rommershausen, Kapitän zur See der Kaiserlichen Marine
- 1874, 19. Februar, Ilse Hamel, geb. Schubert, † November 1943 in Berlin, Journalistin, Schriftstellerin und NS-Funktionärin
- 1874, 20. März, Börries Freiherr von Münchhausen, † 16. März 1945 in Windischleuba, Schriftsteller und Lyriker
- 1874, 21. März, Max Meyerhof, † 19. April 1945 in Kairo, Augenarzt und Medizinhistoriker
- 1874, 22. Juni, Dietrich Lauenstein, † 2. Januar 1943 in Hamburg, Germanist, Lehrer und Schulleiter
- 1876, 30. Januar, Wilhelm Schmidthild, † 30. Januar 1951 in Peine, Maler, Grafiker, Illustrator und Kunstprofessor
- 1876, 11. Februar, Karl Schuh, † 15. Dezember 1960 in Duisburg-Meiderich, Manager der deutschen Stahlindustrie
- 1877, 26. Juli im Ortsteil Drispenstedt, Karl Schwabe, † 14. April 1938 in Sponholz/Neubrandenburg, 1. Staatsminister von Mecklenburg-Strelitz 1923–28
- 1878, 16. Dezember, Franz Schotte, † 23. Oktober 1934 in Hameln, evangelischer Theologe
- 1880, 15. April, Julius Guttmann, gestorben am 19. Mai 1950 in Jerusalem, Rabbiner und Religionsphilosoph
- 1880, 13. Mai, Elise Bartels (geborene Bicker), † 25. Oktober 1925 in Berlin, Politikerin (SPD), MdR
- 1883, 1. Februar, August Schmidt, † 23. November 1955 in Rotenburg in Hannover, General der Artillerie
- 1883, 15. Februar, Klara Löbenstein, † 10. Juni 1968 in Buenos Aires, Mathematikerin und gehörte zu den ersten Frauen, die in Deutschland promovierten
- 1883, 1. Juli, Friedrich Albert Meyer, † 24. März 1967 in Duisburg/Rheinhausen, Journalist, Autor und Archivar
- 1883, 9. August, Friedrich Bonhoff, † 21. Januar 1966 in Hamburg, Chirurg, Haus- und Familienforscher und Numismatiker
- 1884, 10. Dezember, Hans Krüger, † 9. August 1933 in Hannover, Vorsitzender des Staatsministeriums von Mecklenburg-Strelitz 7. Januar – 13. Oktober 1919
- 1885, 21. Mai, Kurt Beitzen, † September 1918 auf See bei Orkney, Marineoffizier und U-Boot-Kommandant im Ersten Weltkrieg
- 1885, 18. Juni, Theodor Ludwig Georg Albert Knolle, † 2. Dezember 1955 in Hamburg, evangelischer Theologe
- 1886, 29. August, Joseph Godehard Machens, † 14. August 1956 in Hildesheim, Bischof von Hildesheim 1934–1956
- 1888, 16. Mai, Frieda Loebenstein, † 6. Mai 1968 in São Paulo, deutsch-brasilianische Musikpädagogin
- 1889, 18. April, Karl Vogeler, † 1978, Chirurg in Stettin und Rendsburg
- 1889, 20. Mai, Heinrich Ihde, † 8. August 1941 bei St. Petersburg (Russland); Autor verschiedener Schulbücher (Am Born der Natur, Naturgeschichtliches Arbeitsbuch, In des Försters Reich u. a.)
- 1889, 20. Juli, Erich Pommer, † 8. Mai 1966 in Los Angeles; der Filmproduzent schrieb mit Metropolis und dem Marlene-Dietrich-Film Der blaue Engel Filmgeschichte
- 1889, 28. August, Joseph Lenz, † 23. Juli 1969 in Berlin, Politiker (SPD)
- 1890, 11. April, Elfriede Kaiser-Nebgen, † 22. Oktober 1983 in Berlin, christliche Gewerkschaftsführerin und Widerstandskämpferin
- 1895, 16. Februar, Robby Camphausen, † 13. Mai 1939 in Köln, Kunstmaler
- 1896, 6. März, Hellmuth Prieß, 21. Oktober 1944, General der Infanterie
- 1896, 15. Juni, Wilhelm Koppe, † 2. Juli 1975 in Bonn, SS-Obergruppenführer, General der Waffen-SS und Polizei sowie Abgeordneter des Deutschen Reichstages
- 1896, 18. Juni, Bruno Snell, † 31. Oktober 1986 in Hamburg, Klassischer Philologe
- 1897, 4. September, Marta Giesemann, † 19. November 1974 in Spetisbury (Großbritannien), Politikerin (SPD), Landtagsabgeordnete
- 1897, 13. Oktober, Erwin Johannes Bach, † 1961 in Berlin, Komponist und Musikwissenschaftler
- 1898, 25. August, Georg Rickhey, † 1966, Ingenieur und Generaldirektor der Mittelwerk GmbH
- 1898, 22. Oktober, William Quindt, † 29. Dezember 1969 in Marquartstein, Schriftsteller
- 1899, 6. Januar, Heinrich Nordhoff, † 12. April 1968, Unternehmer
- 1900, 6. Februar, Harald von Elverfeldt, † 6. März 1945 in Köln-Nippes, Generalleutnant der Wehrmacht
- 1900, 15. August, Rudolf Sempf, † 20. September 1982 in Bad Wildungen, NSDAP-Kreisleiter, Bürgermeister in Bad Wildungen
- 1900, 25. August, Hans Adolf Krebs, † 22. November 1981 in Oxford/England, Biochemiker (Nobelpreis 1953)
- 1900, 2. September, Theodor Sonnemann, † 6. September 1987 in Bonn, Staatssekretär im Bundeslandwirtschaftsministerium, Präsident des Deutschen Raiffeisenverbandes
- 1900, 24. November, Walther Wolf, † 11. Januar 1973 in Hamburg, Ägyptologe und Hochschullehrer

### 20. Jahrhundert

#### 1901 bis 1920
- 1901, 19. Oktober, Wunibald Talleur, † 21. März 1975 in Fulda, Bischof von Chapada bzw. Rondonópolis (Brasilien)
- 1902, 29. Juli 1902, Hans-Albert Gerstenberg, Zeitungsverleger (Gerstenberg Verlag mit Hildesheimer Allgemeine Zeitung) und Buchdruckereibesitzer (Gebrüder Gerstenberg)
- 1903, 4. März, Karl Hamann, † 16. Juni 1973 in München, von 1948 bis 1951 Vorsitzender der LDPD und Minister für Handel und Versorgung der DDR
- 1903, 8. März, Karl Helbig, † 9. Oktober 1991 in Hamburg, Wissenschaftler, Forschungsreisender, Reiseschriftsteller, Schiffsheizer, Geograf, Geologe und Ethnologe
- 1903, 12. Juni, Hertha von Walther, † 12. April 1987 in München, Schauspielerin
- 1904, 28. Juni, August Albert Steinborn, † 2001, Architekt
- 1904, 26. Dezember, Walter Gerstenberg, † 26. Oktober 1988 in Tübingen, Musikwissenschaftler
- 1905, 10. Juli, Wolfram Sievers, † 2. Juni 1948 in Landsberg am Lech, NS-Kriegsverbrecher und Geschäftsführer der Forschungsgemeinschaft Deutsches Ahnenerbe
- 1906, 31. Mai, Hermann Walch, † 29. April 1945, SA-Brigadeführer und ehrenamtliches Mitglied des Volksgerichtshofes
- 1906, 25. September, Dietrich Mülder, † 27. Juni 2000, Forstwissenschaftler und Hochschullehrer
- 1907, 25. Februar, Peter Sommer, † 17. März 1978, Offizier, Oberst und Gewerkschaftsfunktionär der Fischerei
- 1908, 5. Februar, Wilhelm Henze, † 1996 in Södertälje, Widerstandskämpfer, Arbeiterschriftsteller und Puppenspieler
- 1908, 8. November, Heinz Klevenow, † 27. Januar 1975 in Hamburg, Schauspieler und Hörspielsprecher
- 1909, 2. Juli, Walter Müller, † nach 1964, Bratschist und Hochschullehrer
- 1911, 18. März, Heinz-Josef Adamski, † 15. August 2002 in Diekholzen, Historiker, Volkskundler und Gymnasiallehrer
- 1912, 8. Juni, Hermann Blazejezak, † 13. Januar 2008 in Mönchengladbach, Leichtathlet
- 1913, 28. April, Herbert Wolfgang Keiser, † 1. April 1984 in Staufen im Breisgau, Kunsthistoriker
- 1914, 12. März, Annie Loebenstein, † 26. Oktober 2010, Chemikerin und Übersetzerin
- 1915, 30. August, Karl Schrader, † 20. Dezember 1981 in Ost-Berlin, Grafiker, Illustrator und Karikaturist
- 1919, 22. Januar, Edith Ruß, † 18. Juli 1993 in Oldenburg, Journalistin, Lehrerin und Mäzenin, Stifterin des Edith-Russ-Hauses für Medienkunst in Oldenburg
- 1919, 25. Januar, Heinrich Machens, † 17. Februar 2001, Weihbischof im Bistum Hildesheim
- 1919, 12. April, Wolfgang Metz, † 12. April 1992 in Speyer, Bibliothekar und Historiker
- 1920, 8. November, Hildebert Kirchner, † 28. Mai 2012 in Karlsruhe, Jurist, Rechtsbibliothekar am Bundesgerichtshof
- 1920, 17. November, Heinz-Otto Ihde, † 25. August 2017, Rektor, Erbauer der Didrik-Pining-Schule

#### 1921 bis 1940
- 1921, 12. März, Ingeborg Meising, † 24. Juni 2012 in Berlin, Informatikerin und Hochschullehrerin
- 1921, 3. Juni, Eberhard Schlotter, † 8. September 2014 in Altea, Maler und Grafiker
- 1922, 14. Januar, Guy Stern, † 7. Dezember 2023 in Detroit, amerikanischer Literaturwissenschaftler und Ehrenbürger der Stadt
- 1922, 24. Dezember, Gotthelf Schlotter, † 4. August 2007 in Darmstadt, Bildhauer
- 1923, 18. Februar, Wilhelm Hennis, † 10. November 2012 in Freiburg im Breisgau, Politikwissenschaftler
- 1926, 28. Januar, Maria Henze, † 10. April 1972 in Hildesheim, Pädagogin und Politikerin (CDU), MdB
- 1926, 16. März, Georg Böhme, † 1. Juli 2016 in Hildesheim, Verwaltungsbeamter und Politiker (CDU), MdB
- 1926, 14. November, Rudi Theissen, Radrennfahrer
- 1927, 4. Mai, Walter Georg Olms, Verleger und Pferdezüchter
- 1929, 23. Januar, Erich Heinemann, † 26. Juli 2002 in Hannover, Schriftsteller und Karl-May-Forscher
- 1929, 28. Februar, Hubert Rohde, † 17. Februar 2019 in der Nähe von Hildesheim, Intendant des Saarländischen Rundfunks (1978 bis 1989), ehemaliges Mitglied des Landtages des Saarlandes, Rektor der Pädagogischen Hochschule Saarbrücken
- 1930, 19. August, Horst Rabe, † 15. Juni 2022, Historiker
- 1932, 31. Mai, Hans-Christian Drömann, † 19. Juni 2018 in Hildesheim, lutherischer Theologe, Landessuperintendent und Abt des Klosters Amelungsborn
- 1934, 13. März, Hans-Dieter Lösenbeck, Chefredakteur bei der Stiftung Warentest
- 1935, 12. Februar, Johannes Koch, † 26. Dezember 1994 in Berlin, Leichtathlet und Leichtathletiktrainer
- 1935, 1. Mai, Hasso Freiherr von Uslar-Gleichen, Brigadegeneral a. D. und Verteidigungsattaché
- 1935, 7. Juni, Walter E. Theuerkauf, † 9. August 2014, Erziehungswissenschaftler und Lehrstuhlinhaber in Braunschweig
- 1937, 5. Mai, Hans-Michael Heise, Oberkreisdirektor im Landkreis Grafschaft Hoya und im Landkreis Diepholz
- 1937, 13. Juni, Heinrich Niewerth, † 27. April 2024, Politiker (CDU), Mitglied des Niedersächsischen Landtages, Oberbürgermeister von Oldenburg
- 1937, 16. Dezember, Martin Müller, † 27. Juni 1991, Politikwissenschaftler, Berufssoldat und Politiker, Mitglied der Hamburgischen Bürgerschaft
- 1938, 28. September, Heinrich Biermann, † 8. Juni 2003 in Giesen, Architekt und Politiker (CDU)
- 1938, 12. Oktober, Friedrich-Wilhelm Raasch, † 10. Februar 1997 in Lilienthal, Politiker (CDU), Mitglied des Niedersächsischen Landtages
- 1939, 19. Januar, Horst Rinne, † 28. Januar 2023, Wirtschaftswissenschaftler und Statistiker
- 1939, 25. Oktober, Uwe Gronostay, † 29. November 2008 in Berlin, Chorleiter
- 1940, 9. Januar, Dieter Mertens, † 4. Oktober 2014 in Freiburg im Breisgau, Historiker
- 1940, 8. Februar, Ilona Bodden, † 17. April 1985 in Hamburg, Lyrikerin, Autorin und Übersetzerin
- 1940, 27. Mai, Antjekathrin Graßmann, Historikerin
- 1940, 5. Juli, Gerfried Fischer, Rechtswissenschaftler
- 1940, 25. November, Klaus Berger, † 8. Juni 2020 in Heidelberg, Theologe

#### 1941 bis 1950
- 1941, Viktor R., bürgerlicher Name Claus Stitz, Künstler
- 1941, 29. August, Wilfried Ehbrecht, Historiker
- 1941, 9. Dezember, Wolfgang Danne, Eiskunstläufer
- 1942, 25. Juli, Heiko Klinge, † 14. Juli 2023 in Wiesbaden, Politiker (CDU), Oberbürgermeister von Hildesheim
- 1942, 28. Oktober, Peter Schumm, Leichtathlet
- 1943, 17. Juli, Alida Gundlach, Fernsehmoderatorin und Autorin
- 1943, 21. Juli, Henning Langhage, Jazzmusiker
- 1944, 10. Juli, Werner Schäfke, Historiker und Kunsthistoriker
- 1945, 21. Oktober, Bernhard Nauck, Soziologe und Professor an der TU Chemnitz
- 1945, 1. Februar, Hartmut Keune, Biologe und Ministerialbeamter
- 1945, 17. Februar, Katharina Lopinski, Synchronsprecherin und Schauspielerin
- 1946, 10. Mai, Clemens Stroetmann, Rechtsanwalt, Staatssekretär im Bundesministerium für Umwelt, Naturschutz und Reaktorsicherheit
- 1946, 1. Juli, Hans-Michael Goldmann, † 17. Mai 2023, Politiker (FDP)
- 1946, 5. Oktober, Karlheinz Köller, Agrarwissenschaftler, Professor an der Universität Hohenheim
- 1946, 19. November, Klaus-Michael Machens, Politiker und Geschäftsführer des hannoverschen Zoos
- 1947, Udo Wolff, Musiker und Produzent sowie Gründer der Bluesband Das dritte Ohr
- 1947, 17. Januar, Heinz Kattner, Schriftsteller
- 1947, 13. April, Christina Philipps, Politikerin (CDU)
- 1947, 26. Juni, Burghard Müller-Dannhausen, Maler
- 1947, 13. September, Ulrich Podewils, Jurist
- 1947, 11. Oktober, Walter G. Neumann, Philosoph und Sozialwissenschaftler
- 1948, 10. April, Bernd Clüver, † 28. Juli 2011 in Palma, Schlagersänger (Der Junge mit der Mundharmonika; Der kleine Prinz)
- 1948, 31. August, Rudolf Schenker, Gitarrist und Songschreiber (Scorpions)
- 1949, 23. Oktober, Harald Grosskopf, Musiker und Schlagzeuger der Band Wallenstein

#### 1951 bis 1960
- 1951, Karsten Wichniarz, Filmschauspieler und Regisseur
- 1951, 9. Dezember, Gunter Dueck, Mathematik-Professor, Betriebswirtschaftler, Philosoph
- 1952, Jutta Burggraf, † 5. November 2010 in Pamplona, katholische Theologin
- 1952, 23. März, Ulrich Reimers, Hochschullehrer und Pionier des digitalen Fernsehens
- 1952, 26. März, Hartmut Meine, Bezirksleiter der IG Metall in Niedersachsen
- 1952, 8. November, Dieter Blume, Kunsthistoriker
- 1953, 23. September, Vera Dominke, Politikerin (CDU)
- 1953, 15. Dezember, Helma Lutz, Gesellschaftswissenschaftlerin, Hochschullehrerin
- 1954, 30. April, Norbert Bernsdorff, Jurist, Richter am Bundessozialgericht
- 1954, 31. Mai, Walter Kusch, Schwimmer
- 1955, 16. September, Ulrich Stein, Regisseur, Drehbuchautor, Filmproduzent und Filmeditor
- 1955, 17. November, Uwe Steiner, Literaturwissenschaftler, Germanist, Hochschullehrer
- 1956, Meinhard Schmidt-Degenhard, Fernsehmoderator und Autor
- 1956, 28. Januar, Günther Neufeldt, Fernsehjournalist
- 1957, 25. Januar, Jürgen Windeler, Arzt und klinischer Epidemiologe, ehem. Leiter des IQWIG
- 1957, 30. März, Uwe Schwarz, Politiker, Mitglied des Niedersächsischen Landtags
- 1957, 16. September, Uwe Junge, Politiker (AfD)
- 1957, 9. Dezember, Michael Quasthoff, † 5. November 2010, Journalist und Autor
- 1958, 1. März, Joachim Liebig, evangelischer Theologe, Kirchenpräsident von Anhalt
- 1958, 18. Juli, Peter Maria Hofmann, Theologe und Hochschullehrer
- 1959, 13. Januar, Barbara Mundel, Regisseurin und Intendantin
- 1959, 5. Mai, Eberhard Grein, Offizier und Wirtschaftswissenschaftler
- 1959, 9. Oktober, Johannes Teyssen, Vorstandsvorsitzender des Energiekonzerns E.ON
- 1959, 9. November, Thomas Quasthoff, Baritonsänger
- 1959, 11. Dezember, Susanne Preusker, † 13. Februar 2018 in Magdeburg, Autorin
- 1960, Michael Niemeier, Verwaltungsjurist und Vizepräsident des Bundesamtes für Verfassungsschutz
- 1960, 17. August, Cornelius Hasselblatt, Sprachwissenschaftler
- 1960, 30. September, Bernd Westphal, Politiker (SPD), Mitglied des Deutschen Bundestages

#### 1961 bis 1970
- 1961, Jürgen Attig, Jazz- und Fusionmusiker
- 1961, 15. Januar, Dirk Gerstle, Staatssekretär in der Berliner Senatsverwaltung
- 1961, 19. Januar, Werner Boysen, Unternehmensberater und Autor
- 1961, 30. Juni, Markus Brinkmann, Politiker (SPD) und Landtagsabgeordneter in Niedersachsen
- 1962, Michael J. Koop, Volkswirt, Hochschullehrer, Institutsleiter des Niedersächsischen Studieninstituts für kommunale Verwaltung
- 1962, Ulrike von der Osten, Künstlerin
- 1962, 26. Januar, Raimund Schulz, Althistoriker und Hochschullehrer
- 1962, 20. März, die Zwillinge Wolfgang und Christoph Lauenstein: Oscar-Preisträger 1990 für den im Ortsteil Ochtersum produzierten Film Balance
- 1962, 21. September, Michael Gue, Fußballprofi
- 1962, 22. Dezember, Frank Vockroth, Schauspieler
- 1963, Corina Gericke, Tierrechtlerin
- 1963, Manfred Pernice, Künstler
- 1963, 12. März, Lars Winter, Politiker (SPD)
- 1963, 15. Juli, Frank Ordon, Agrarwissenschaftler
- 1963, 26. Juli, Sven Meyer, Basketballnationalspieler
- 1964, Moritz Berg, Komiker und Schauspieler
- 1964, 29. März, Michael Herzberg, Schachkomponist
- 1964, 1. Mai, Harald Wolter-von dem Knesebeck, Kunsthistoriker und Hochschullehrer
- 1964, 12. Mai, Stefan Schostok, Politiker, Bürgermeister von Hannover
- 1965, 27. Februar, Franz-Josef Bormann, katholischer Geistlicher und Moraltheologe
- 1965, 24. März, Kai Sundmacher, Verfahrenstechniker
- 1965, 11. August, Andreas Bovenschulte, Politiker (SPD), Bremer Bürgermeister
- 1966, 20. Oktober, Guido Holze, Musikwissenschaftler
- 1967, 22. März, Viola Paulitz, Radrennfahrerin
- 1967, 12. September, Mirko Slomka, Fußballtrainer
- 1968, Frank Kroll, Jazzmusiker und Komponist
- 1968, 25. Juli, Justus Thomas Strauch, Mediziner, Herz- und Thoraxchirurg, Klinikdirektor
- 1969, 20. Januar, Ingo Meyer, Jurist und Politiker, Oberbürgermeister von Hildesheim
- 1970, Petra Hartmann, Schriftstellerin und Journalistin
- 1970, 1. Juni, René Marik, Puppenspieler und Komödiant
- 1970, 15. Juni, Alke Martens, Informatikerin
- 1970, 29. Dezember, Holger Apfel, ehemaliger NPD-Politiker in Sachsen

#### 1971 bis 1980
- 1971, Marc-Andreas Bochert, Oscar-Preisträger, erhielt 1999 den Studentenfilm-Oscar für seinen Abschlussfilm an der Hochschule für Film und Fernsehen Potsdam
- 1971, Marianne Gorka, lutherische Theologin
- 1971, 4. September, Maik Taylor, Fußballtorwart und nordirischer Nationaltorwart
- 1972, Ragna Schirmer, Pianistin
- 1972, 17. April, Nadine Tschanz, Schauspielerin, Moderatorin und Playmate
- 1972, 3. November, Hubertus Heil, Politiker (SPD)
- 1973, 15. August, Jan Stöß, Politiker (SPD)
- 1973, 9. September, Vivien Bullert, Schauspielerin
- 1974, 13. Januar Wolfgang Beck, katholischer Priester und Pastoraltheologe
- 1974, 15. Januar, Mirco Dragowski, Berliner Landespolitiker (FDP)
- 1974, 26. Mai, Jan Schulz, Biologe, Meeresforscher, Entwickler für marine Technologien und Hochschullehrer
- 1974, 7. Juli, Ingo Rasper, Regisseur und Drehbuchautor
- 1974, 19. Juli, Dennis Graen, Klassischer Archäologe
- 1975, Rainer Baule, Wirtschaftswissenschaftler
- 1975, Michael Kröchert, Schriftsteller
- 1975, Murat Ünal, deutsch-türkischer Filmemacher
- 1975, 22. Februar, Arndt Künnecke, Jurist und Politikwissenschaftler
- 1976, Nicolai Sinai, Islamwissenschaftler
- 1976, 23. November, Murat Salar, deutsch-türkischer Fußballspieler und -trainer
- 1977, Esther Uleer, politische Beamtin (CDU)
- 1977, 22. März, Tilmann Arndt Köppe, Germanist, Literaturwissenschaftler, Hochschullehrer
- 1978, 10. März, André Schneider, Schauspieler
- 1978, 23. April, Susanne Hahn, Langstreckenläuferin
- 1978, 28. Dezember, Gero Meyer, Voltigierer, Europameister und Vizeweltmeister
- 1979, Renate Regel, Schauspielerin
- 1979, Martin Wrobel, Wirtschaftswissenschaftler und Professor für Allgemeine Betriebswirtschaftslehre
- 1979, 5. März, Werner Parecker, Kirchenmusiker und Komponist
- 1980, 12. Juli, Tan Çağlar, Comedian
- 1980, 14. Oktober, Daniel Boschmann, Fernsehmoderator

#### 1981 bis 2000
- 1981, 8. September, Sara Harstick, Schwimmerin
- 1981, 30. Oktober, Tan Taşçı, türkischer Popmusiker und Songwriter
- 1981, 1. November, Annika Begiebing, Fernsehmoderatorin und Synchronsprecherin
- 1982, Christian Huberts, Autor und Kulturwissenschaftler
- 1982, 22. Oktober, Philipp Eichholtz, Filmregisseur, Drehbuchautor und Filmeditor
- 1983, 19, Juli, Ernst August von Hannover, Investmentbanker, Besitzverwalter des Hauses Hannover
- 1984, 2. April, Franziska Machens, Schauspielerin
- 1984, 22. Juni, Katharina Schiller, Schwimmerin
- 1986, 23. September, Joana Mallwitz, Dirigentin, Pianistin und Generalmusikdirektorin am Staatstheater Nürnberg
- 1987, 14. Februar, Gesa Neitzel, Aussteigerin, Rangerin, Sachbuchautorin und  Fernsehredakteurin
- 1987, 15. September, Sebastian Pristl, Radrennfahrer
- 1988, 7. März, Timo Utermöhle, Rockmusiker der Band Loz Tinitoz
- 1989, 30. Dezember, Laura Hopmann, Politikerin (CDU)
- 1990, Lisa Krusche, Schriftstellerin und Journalistin
- 1990, 30. Oktober, Daniel Schlingmann, Handballtorwart
- 1991, 10. Oktober, Alexander Kurzbach, † 9. November 2014 bei Borsum, Volleyballspieler
- 1991, 27. Oktober, Amanda Babaei Vieira, Schauspielerin
- 1992, Luke Neite, Schauspieler
- 1992, 9. März, Justus Nieschlag, Triathlet
- 1992, 27. September, Carina Aselmeyer, Handballspielerin
- 1993, Jannik Mühlenweg, Schauspieler
- 1994, 26. Juni, Carlos Becke, Tennisspieler
- 1994, 3. Dezember, Jan Brockhoff, Radrennfahrer
- 1995, 1. Februar, Marcel Adam, Badmintonspieler
- 1995, 23. Oktober, Brian Baatzsch, Politiker (SPD), MdL
- 1996, 4. Oktober, Erik Henschel, Fußballspieler
- 1996, 26. Dezember, Mexify, Webvideoproduzent und Autor
- 1997, 17. September, Emma Hinze, Radsportlerin
- 1998, 16. Januar, Timo Friedrich, österreichisch-deutscher Fußballspieler
- 1998, 28. April, Emilia Fester, Politikerin (B’90/Grüne)
- 1999, 24. Juli, Henry Schlegel, American-Football-Trainer
- 1999, 30. August, Carl Hinze, Radsportler
- 2000, 18. Juni, Andriko Smolinski, Fußballspieler

### 21. Jahrhundert
- 2001, 16. Juli, Paul Vossiek, Politiker (LD)
- 2001, 30. Oktober, Anna-Lena Grüne, Beachvolleyballspielerin
- 2003, 25. April, Nina Engel, Handballspielerin

## Weitere mit Hildesheim verbundene Personen
Mit der Stadt Hildesheim sind ferner die folgenden Personen verbunden; diese sind aber nicht in Hildesheim geboren:

### Bis 1850
- Altfrid, * um 800, † 15. August 874, Heiliger, Gründer des Stifts Essen und Bischof von Hildesheim
- Bernward von Hildesheim, * um 950/60, † 20. November 1022 in Hildesheim, Heiliger, Bischof von Hildesheim
- Godehard von Hildesheim, * 960 in Reichersdorf/Niederbayern, † 5. Mai 1038 in Hildesheim, Heiliger, Bischof von Hildesheim (bekannter unter dem Namen St. Gotthard)
- Rainald von Dassel, * um 1114/20, † 14. August 1167 in Rom; besuchte die Domschule, um 1146 als Subdiakon und Dompropst in Hildesheim tätig, von 1159 bis 1167 Erzbischof von Köln und Erzkanzler von Italien (er brachte die Hl. 3 Könige nach Köln)
- Johannes Busch, * 1399 in Zwolle; † 1479 oder 1480 in Hildesheim, Reformer des Augustinerordens
- Nikolaus Selnecker, * 1528 in Hersbruck bei Nürnberg, † 1592 in Leipzig; war ein Kirchenliederdichter und Superintendent von Hildesheim
- Ernst von Bayern, * 17. Dezember 1554 in München, † 17. Februar 1612 in Arnsberg (Westfalen), Bischof von Hildesheim
- Christoph Schleupner, * 19. September 1566 in Trumsdorf, † 10. August 1635 in Erfurt, Superintendent von Hildesheim
- Ferdinand von Bayern, * 6. Oktober 1577 in München, † 13. September 1650 in Arnsberg (Westfalen), Bischof von Hildesheim
- Maximilian Heinrich von Bayern, * 8. Dezember 1621 in München, † 5. Juni 1688 in Bonn, Bischof von Hildesheim
- Elisabeth von Rantzau, * 1624, † 1706 in Hildesheim, Gründerin des Klosters Klein Bethlehem in Hildesheim
- Ernst Dietrich Bartels, * 4. Oktober 1679 in Hannover, † 21. Mai 1762 in Hildesheim, Bildschnitzer
- Johannes Süßemann, † nach 1766, Bildschnitzer
- Georg Philipp Telemann, * 14. März 1681 in Magdeburg, † 25. Juni 1767 in Hamburg, Komponist; besuchte von 1697 bis 1701 das Gymnasium Andreanum in Hildesheim
- Wilhelm von Arentsschild, * 7. Januar 1761 in Bremen, † 25. Oktober 1835 in Hildesheim, russischer Generalmajor; verbrachte seinen Lebensabend in Hildesheim
- Karl August von Malchus, * 27. September 1770 in Mannheim, † 24. Oktober 1840 in Heidelberg, Minister in Westfalen und Württemberg; organisierte als ehemaliger Hildesheimer Domsekretär die Säkularisation der Klöster und Stifte des Hochstifts Hildesheim; konnte durch Verhandlung die Lasten aus der französischen Besatzung reduzieren
- Winand Nick, * 11. September 1831 in Fritzlar, † 18. Dezember 1910 in Hildesheim; Dommusikdirektor, Musikpädagoge und Komponist in Hildesheim
- Luise Ahlborn, * 14. Mai 1834 in Jemgum, Ostfriesland, † 30. Juli 1921 in Hildesheim, deutsche Schriftstellerin; lebte von 1910 bis 1921 in Hildesheim
- Georg von Kopp, * 25. Juli 1837 in Duderstadt, † 4. März 1914 in Toppau, Fürstbischof des Erzbistums Breslau; besuchte das Gymnasium Josephinum und war von 1872 bis 1881 Generalvikar des Bistums Hildesheim
- Ernst Ohlmer, * 21. März 1847 in Betheln, † 1. Januar 1927 in Hildesheim, Zollangestellter beim chinesischen Wasserzoll, von 1898 bis 1914 Seezolldirektor in Tsingtau, Fotograf und bedeutender Porzellansammler; vermachte dem Roemer- und Pelizaeus-Museum einen Großteil seiner Sammlungen. In Hildesheim ist eine Straße nach ihm benannt.
- Anton von Behr, * 7. September 1849 in Dönhofstädt, † nach 1922 bzw. 1929, Architekt, Baubeamter und Architekturschriftsteller; lebte von 1882 bis 1901 in Hildesheim bzw. Goslar und verfasste u. a. den „Führer durch Hildesheim und Umgebung“

### 1851 bis 1900
- Richard Herzig, * 8. September 1851 in Schinne, † 25. Februar 1934 in Hildesheim, Architekt und preußischer Baubeamter sowie Diözesanbaumeister des Bistums Hildesheim
- Heinrich Sohnrey, * 19. Juni 1859 in Jühnde bei Hann. Münden/Göttingen, † 26. Januar 1948 in Neuhaus/Solling, Publizist und Gründer des „Hildesheimer Sonntagsboten“
- Emil Mackel, * 1862, † 1940; von 1911 bis 1927 Direktor des Andreas-Realgymnasiums[2]
- Wilhelm Altmann, * 4. April 1862 in Breslau, † 25. März 1950 in Hildesheim, Begründer der Deutschen Musiksammlung und Direktor der Musikabteilung der Staatsbibliothek Berlin (1915–1927), Ehrengrab auf dem Nordfriedhof in der Peiner Straße, Abteilung VI links mit Ehefrau Marie geb. Louis, Gräber Nr. 7/8
- Hermann Seeland, * 1868, † 1954; Domkapitular und Prälat in Hildesheim, Historiker und Heimatforscher
- Wilhelm Höpfner, * 22. August 1868, † 16. April 1951 in Hildesheim, Konteradmiral
- Anton Schrammen, * 12. Juli 1869 in Rheinbach; † 6. April 1953 in Hildesheim, Paläontologe und Zahnarzt in Hildesheim, Experte für fossile Schwämme und Cephalopoden
- Leopold Höhnen, * 16. Juli 1870 in Barmen, † 3. Oktober 1941 in Baden-Baden; von 1927 bis 1933 Regierungspräsident in Hildesheim
- Wilhelm Brennecke, * 6. Juli 1875, † 18. Februar 1924 in Bergedorf bei Hamburg, Ozeanograf und Polarforscher
- Fritz Haarmann, * 25. Oktober 1879 in Hannover, † 15. April 1925 in Hannover, einer der berüchtigtsten Serienmörder des 20. Jahrhunderts; saß in Hildesheim in der Sülte, einer psychiatrischen Einrichtung
- Martin Brustmann, * 4. Mai 1885 in Berlin, † 7. Juli 1964 in Hildesheim, Leichtathlet, Sportmediziner, SS-Führer und Hausarzt von Reinhard Heydrich sowie nach Kriegsende Arzt in Hildesheim
- Wolf von Wolffersdorff, * 22. Dezember 1887, † 3. Mai 1945 im Lager Schwarzenborn, Jurist und Landrat
- Wilhelm Offenstein, * 2. Juli 1889 in Linden, † 26. Februar 1964 in Hildesheim, Theologe und Generalvikar des Bistums Hildesheim sowie Politiker (Zentrum)
- Berthold Sander, * 17. April 1890 in Emmerich, † November 1943 im KZ Theresienstadt, Kapellmeister in Hildesheim, wo er 1933 aufgrund seines jüdischen Glaubens von den Nationalsozialisten entlassen wurde
- Hinrich Wilhelm Kopf, 6. Mai 1893 in Neuenkirchen, † 21. Dezember 1961 in Göttingen, Politiker; besuchte das Gymnasium Andreanum
- Heinrich Krone, * 1. Dezember 1895 in Hessisch Oldendorf, † 15. August 1989 in Bonn, Politiker; machte sein Abitur am Gymnasium Josephinum Hildesheim
- Christoph Hackethal, * 28. März 1899 in Hannover; † 25. August 1942 KZ Dachau, katholischer Pfarrer und NS-Opfer; war Rektor am Hildesheimer St. Bernward Krankenhaus und Domprediger am Mariendom; nach ihm ist die Christoph-Hackethal-Straße im Stadtteil Moritzberg benannt
- Otto Dunkelberg, * 25. März 1900 in Hann. Münden, † 18. März 1964 in Bergheim, Organist, Komponist und Pädagoge sowie Dommusikdirektor in Hildesheim

### 1901 bis 1950
- Gustav Knuth, * 7. Juli 1901 in Braunschweig, † 1. Februar 1987 in Küsnacht (Schweiz), Schauspieler; erhielt 1918 sein erstes Engagement am Stadttheater Hildesheim
- Erich Riebartsch, * 14. Mai 1902 in Dankersen, † 22. November 1986 in Hildesheim, katholischer Theologe, von 1934 bis 1986 Professor für Liturgik und Kirchenrecht sowie Katechese am Priesterseminar Hildesheim
- Rudolf Platte, * 12. Februar 1904 in Hörde, † 18. Dezember 1984 in Berlin; Schauspieler, der eine Zeit lang in Hildesheim in der Neuen Straße lebte und am Stadttheater spielte
- Kurt Binding, * 6. März 1904 in Usedom; † 20. Mai 1971 in Bensberg, Jurist, Regierungspräsident in Hildesheim und SS-Oberführer
- Heinrich Cordes, * 19. Mai 1906 in Haspe/Westfalen; † 12. März 1999 in Hildesheim, Chemiker und Hochschullehrer
- Johannes Teich, * 30. Juni 1904 in Dresden; † 1. Oktober 1975 in Hildesheim war ein deutscher Gewerkschafter und Politiker (KPD). Er war 1946 Mitglied des ernannten Hannoverschen Landtages und Betriebsratsvorsitzender im Trillke/Bosch/Blaupunkt-Werk
- Otto Ohlendorf, * 4. Februar 1907 in Hoheneggelsen, † 7. Juni 1951 in Landsberg am Lech, NS-Kriegsverbrecher und SS-Gruppenführer; besuchte das Gymnasium Andreanum
- Hermann Hansing, * 20. Januar 1908 in Seelze; † 25. November 1977 in Bremen, Politiker der SPD und MdB; arbeitete zwischen 1939 und 1945 als Gießereimeister in Hildesheim
- Oskar Schindler, * 28. April 1908 in Zwittau, † 9. Oktober 1974 in Hildesheim, Industrieller; bewahrte während des Zweiten Weltkrieges etwa 1200 bei ihm angestellte jüdische Zwangsarbeiter vor der Ermordung (Schindlers Liste)
- Georg Schulze-Büttger, * 5. Oktober 1904 in Posen; † 13. Oktober 1944 in Berlin-Plötzensee, Oberst i. G., Kindheit und Schulzeit in Hildesheim, nach dem Attentat vom 20. Juli 1944 hingerichteter Widerstandskämpfer gegen das NS-Regime
- Franz Josef Wothe, * 21. Oktober 1910 in Bottrop, † 27. August 1994 in Hildesheim, katholischer Priester des |Bistums Danzig und nach dem Krieg Apostolischer Visitator für die vertriebenen Danziger Katholiken sowie Professor am Priesterseminar Hildesheim
- Franz Sommer, * 30. März 1914, † 24. Dezember 2014 in Hildesheim,[3] Architekt; maßgeblich beteiligt am Aufbau Hildesheims nach dem Zweiten Weltkrieg.
- Heinrich Pachowiak, * 25. März 1916 in Wilhelmsburg, † 22. November 2000 in Hildesheim, römisch-katholischer Geistlicher und über vierzig Jahre Weihbischof des Bistums Hildesheim
- Franz Flintrop, * 1920, † 2012, Philosophieprofessor an der Universität Hildesheim
- Hanna Neumeister, geborene Meyer, * 6. Juli 1920 in Bad Harzburg; † 1. Oktober 2010, Zahnärztin und unter anderem gesundheitspolitisch tätige Politikerin, lebte in Hildesheim, zuletzt im dortigen Christophorusstift
- Lily van Angeren-Franz, * 24. Januar 1924 in Neustädtel, † 7. März 2011 in Woerden (Niederlande), wurde am 2. März 1943 als deutsche Sintizza in das „Zigeunerlager“ in Auschwitz-Birkenau deportiert, Überlebende des Porajmos und wichtige Zeitzeugin
- Joop Bergsma, * 1. Februar 1928 in Rotterdam, † 8. Juli 2011 in Harsum, römisch-katholischer Theologe und Domkapitular am Hildesheimer Dom
- Heinz-Wilhelm Alten, * 5. Januar 1929 in Hannover; † 27. Januar 2019 in Hildesheim, Mathematiker und von 1979 bis 1981 erster Rektor der Hochschule Hildesheim, heute Universität Hildesheim
- Oskar Brüsewitz, * 30. Mai 1929 in Willkischken, Memelland, † 22. August 1976 in Halle an der Saale, evangelischer Pfarrer, der mit seiner öffentlichen Selbstverbrennung 1976 in Zeitz bedeutsamen Einfluss auf die Kirche und spätere Opposition in der DDR nahm und mehrere Jahre in Hildesheim lebte
- Engelbert Nelle, * 9. Juni 1933 in Essen; † 22. August 2016 in Hildesheim, Politiker und Sportfunktionär
- Carl-Ludwig Wolff, * 11. Oktober 1933, Journalist, war am Hildesheimer Stadttheater tätig
- Günter Hertel, * 23. Juni 1934, Generalleutnant der Luftwaffe der Bundeswehr
- Walter Horstmann, * 28. August 1935; † 21. August 2015, Fußballschiedsrichter
- Fred Winkelmann, * 17. Mai 1937 in Bad Gandersheim; Fußballer, spielte beim VfV Hildesheim
- Hans-Georg Koitz, * 4. April 1935 in Striegau, Weihbischof im Bistum Hildesheim
- Klaus Winkelmann, * 26. Januar 1939 in Stettin; † 23. April 2007 in Bad Gandersheim, Fußballer, spielte beim VfV Hildesheim
- Dieter Thun, * 4. Juni 1939; † 3. August 2025, Fußballer, 1965 Deutscher Meister mit Werder Bremen, begann seine Karriere beim VfV Hildesheim
- Ludwig Wucherpfennig, * 19. Juli 1940, Stadtplaner und Wirtschaftsförderer der Stadt Laatzen, Vizepräsident des Deutschen Alpenvereins (DAV)
- Eckart Fischer, * 6. Januar 1942, Brigadegeneral der Bundeswehr
- Gunter Gabriel, * 11. Juni 1942 in Bünde/Westfalen; † 22. Juni 2017 in Hannover, Musiker; war in den späten 1960er Jahren Diskjockey im Hildesheimer Nachtclub Western Saloon
- Claus Schiprowski, * 27. Dezember 1942 in Gelsenkirchen-Buer, Leichtathlet, der bei den Olympischen Spielen 1968 in Mexiko-Stadt die Silbermedaille im Stabhochsprung gewann, war von 1972 bis 2007 Kreissportlehrer beim Landkreis Hildesheim
- Bernd Munck, * 30. Januar 1943 in Wolfsburg, Handballnationalspieler, begann seine Karriere bei Eintracht Hildesheim
- Jürgen Udolph, * 6. Februar 1943 in Berlin-Pankow, aufgewachsen in Hildesheim, Namenforscher Radio Eins
- Lothar von Hoeren, * 1944 in Hannover, Maler, Grafiker und Illustrator, aufgewachsen in Hildesheim
- Hartmut Häger, * 1948 in Klein Düngen, Historiker und von 1986 bis 2011 Ratsherr in Hildesheim
- Rolf Heißler, * 3. Juni 1948 in Bayreuth; † 18. Mai 2023, Terrorist und Mitglied der RAF, besuchte das Gymnasium Andreanum
- Nikolaus Schwerdtfeger, * 1. Oktober 1948 in Haar, Weihbischof im Bistum Hildesheim

### Ab 1951
- Birgit Arnold, * 24. Juli 1951 in Wiedelah, Politikerin (FDP/DVP) und Historikerin; studierte an der Pädagogischen Hochschule in Hildesheim
- Hanns-Josef Ortheil, * 5. November 1951 in Köln, Schriftsteller und Professor an der Universität Hildesheim
- Christoph Biemann, * 6. August 1952 in Ludwigslust (Mecklenburg), bekannt durch Die Sendung mit der Maus; machte 1970 Abitur am Gymnasium Andreanum in Hildesheim
- Guido Fuchs, * 8. Oktober 1953 in Göppingen, katholischer Liturgiewissenschaftler und Publizist, leitet das Institut für Liturgie und Alltagskultur im Bistum Hildesheim
- Michael Schenker, * 10. Januar 1955 in Sarstedt, Rock-Gitarrist; Gründungsmitglied der Scorpions und Mitglied der Band UFO
- Heinz-Günter Bongartz, * 5. März 1955 in Gütersloh, Weihbischof im Bistum Hildesheim
- Eckhard Gorka, * 24. Mai 1955 in Braunschweig, seit 2000 Landessuperintendent in Hildesheim
- Werner Schreer, * 12. Mai 1957 in Einbeck, Generalvikar im Bistum Hildesheim
- Benedikt Lindemann, * 1958 in Welschen Ennest, Benediktinermönch, wirkt seit Ende 2011 im Haus Jerusalem in Hildesheim
- Carsten Maschmeyer, * 8. Mai 1959 in Bremen, Finanzunternehmer; aufgewachsen in Hildesheim
- Roland Koch, * 2. November 1959 in Hagen, Schriftsteller und Literaturwissenschaftler an der Universität Hildesheim
- Katja Flint * 11. November 1959 in Stadthagen, Schauspielerin; machte 1979 am Gymnasium Himmelsthür ihr Abitur
- Wenzel Storch, * 21. März 1961 in Braunschweig, Regisseur und Filmproduzent; er produzierte seine Filme Die Reise ins Glück (2004), Der Glanz dieser Tage (1989) und Sommer der Liebe (1993) in Hildesheim mit Laiendarstellern aus der Region
- Thomas Viezens * 1962 in Helmstedt, Kirchenmusiker; Dommusikdirektor in Hildesheim
- Anna Eunike Röhrig * 29. Januar 1962 in Pirmasens, Schriftstellerin und Bibliothekarin an der Dombibliothek Hildesheim
- Michael Krieter, * 21. August 1963 in Northeim, Handballnationalspieler und Handballtrainer; spielte von 1998 bis 2000 bei Eintracht Hildesheim
- Hartmut El Kurdi, * 1964 in Amman (Jordanien), Autor, Theatermacher und Kolumnist; studierte von 1987 bis 1993 an der Universität Hildesheim
- Bruno Eyron, * 4. November 1964 in Lühnde, Schauspieler, Moderator, Produzent, Autor und Geschäftsmann; absolvierte 1982 sein Abitur in Hildesheim
- Andreas Golombek, * 9. August 1968 in Amshausen, Fußballspieler und Fußballtrainer, war von 2003 bis 2012 beim VfV 06 Hildesheim tätig
- Annette Behnken, * 18. Juli 1969 in Bielefeld, evangelische Pastorin, die ihr Vikariat in Hildesheim absolvierte
- Slava Gorpischin, * 20. Januar 1970 in Chișinău, russischer Handballnationalspieler und Olympiasieger; spielte von 2004 bis 2008 für Eintracht Hildesheim
- Sven Lakenmacher, * 26. Mai 1971 in Magdeburg, Handballnationalspieler und Handballtrainer, spielte von 2004 bis 2008 bei Eintracht Hildesheim
- Michael Hoffmann, * 23. April 1975 in Kopenhagen, dänischer Handballnationalspieler, spielte von 2007 bis 2014 bei Eintracht Hildesheim
- Stefanie Schardien, * 1976 in Dortmund, evangelische Theologin; hatte von 2008 bis 2014 als Juniorprofessorin den Lehrstuhl für Systematische Theologie und Ökumene im Fach Evangelische Theologie an der Universität Hildesheim inne
- Nora Steen, * 1976 in Braunschweig, evangelische Pastorin, betreute von 2007 bis 2010 in Hildesheim ein Kulturprojekt, das 1000. Jubiläum der Weltkulturerbekirche St. Michaelis und war Schulpastorin am Gymnasium Andreanum
- Diane Kruger, * 15. Juli 1976 als Diane Heidkrüger in Algermissen, Model, international bekannte Schauspielerin (z. B. Troja); wuchs in Hildesheim auf
- Georgi Nikolow, * 11. April 1977 in Warna/Bulgarien, bulgarischer Handballnationalspieler, spielte zwischen 2001 und 2016 für Eintracht Hildesheim
- Christian Prokop, * 24. Dezember 1978 in Köthen, Handballbundestrainer, war Jugendtrainer bei Eintracht Hildesheim und studierte an der Universität Hildesheim
- Raphael Schäfer, * 30. Januar 1979 in Kędzierzyn-Koźle, deutscher Fußballtorwart in der deutschen Fußball-Bundesliga. Er begann das Fußballspiel beim SC Drispenstedt.
- David Klemperer, * 22. Juni 1980 in Kiel, erfolgreicher Beachvolleyballer und Olympiateilnehmer 2008, sein Partner ist Eric Koreng. Er spielt für MTV 48 Hildesheim.
- Dennis Klockmann, * 2. September 1982 in Hamburg, Handballtorwart; spielte von 2008 bis 2014 bei Eintracht Hildesheim und wurde 2010 Hildesheims Spieler des Jahres
- Nikolas Katsigiannis, * 17. September 1982 in Werne, Handballnationalspieler; spielte von 2005 bis 2007 bei Eintracht Hildesheim
- Andreas Simon, * 30. Januar 1984 in Minden, Handballspieler, spielt bei Eintracht Hildesheim
- Sven-Sören Christophersen, * 9. Mai 1985 in Lübeck, Handballnationalspieler, spielte bei Eintracht Hildesheim
- Carlos Becke, * 26. Juni 1994, spielte als Tennisspieler in Kitzbühel
- Timo Hübers, 20. Juli 1996, Fußballspieler